# Saadia
Saadia è un film d'avventura del 1953 diretto da Albert Lewin e interpretato da Cornel Wilde, Rita Gam e Mel Ferrer, adattamento del racconto del 1920 Échec au destin dello scrittore francese Francis D'Autheville.

## Trama
Henrik, giovane medico francese attivo in Marocco, salva la vita alla bellissima berbera Saadia. Insieme al principe locale Si Lahssen, grande amico del dottore, cadono nelle mani dei ribelli e vengono salvati dalle truppe francesi. Gravemente ferito Si Lahssen dichiara il suo amore a Saadia, di cui anche il medico è innamorato. Il senso etico però prevale e il dottore salva l'amico prima di farsi da parte.

## Distribuzione
Il film venne distribuito nelle sale statunitensi a partire dal dicembre 1953.

### Date di uscita
- USA (Saadia) - dicembre 1953
- Portogallo (Saadia) - 1 luglio 1954
- Argentina (Saadia) - 18 novembre 1954
- Austria (Saadia) - gennaio 1955
- Turchia (Çöl Yildizi)	- febbraio 1955
- Finlandia (Saadia - aavikon tytär) - 25 febbraio 1955
- Germania Ovest (Saadia) - 25 febbraio 1955
- Danimarca - 25 aprile 1955
- Svezia (Saadia) - 29 aprile 1955
- Francia (Saadia) - 13 maggio 1955
- Belgio - 17 giugno 1955

## Accoglienza

### Incassi
Il film è costato $1.022.000 ed ha incassato complessivamente $1.352.000 ($580.000 negli Stati Uniti e in Canada).

## Critica
Il 20 marzo 1954, il critico Bosley Crowther scrisse sul New York Times: «La qualità pittorica è brillante, ma la sceneggiatura è terribile... La sceneggiatura di Mr. Lewin è un modello di non sequitur drammatici. E la direzione ha una piattezza che è più monotona di un accento dell'Arkansas. In queste circostanze, gli attori non recitano. Posano o camminano attraverso le loro scene come zombie. Tuttavia, la parte dell'immagine è stupefacente. Mr. Lewin ha un occhio fine e sensibile per i colori e la composizione».